# Резолюция Совета Безопасности ООН 1059
Резолюция Совета Безопасности Организации Объединённых Наций 1059 (код — S/RES/1059), принятая 31 мая 1996 года, сославшись на все резолюции по ситуации в Либерии, в частности на резолюцию 1041 (1996), Совет продлил мандат Миссии наблюдателей ООН в Либерии (МНООНЛ) до 31 августа 1996 года и обсудил ситуацию с безопасностью в стране.
Насилие в Либерии обострилось в нарушение Абуджийского соглашения, и Совет Безопасности ООН подчеркнул важность того, чтобы столица Монровия была безопасной зоной. Соблюдение режима прекращения огня прекратилось, и боевые действия возобновились, в том числе в столице. В то время как Группа контроля Экономического сообщества западноафриканских государств (ЭКОМОГ) развернула в городе дополнительные войска, Экономическое сообщество западноафриканских государств (ЭКОВАС) приняло механизм возобновления выполнения Абуджийского соглашения.
Совет безопасности продлил мандат наблюдательных сил МООНЛ в Либерии до 31 августа 1996 года, а в связи с ухудшением ситуации в области безопасности их численность была временно сокращена по приказу Генерального секретаря ООН Бутроса Бутроса-Гали. Все нападения на ЭКОМОГ (миротворческие силы ЭКОВАС), МООНЛ и агентства по оказанию гуманитарной помощи, а также разграбление их имущества были осуждены. Сторонам было предложено соблюдать достигнутые договорённости, соблюдать режим прекращения огня и вывести войска из Монровии. Всем странам напомнили о необходимости соблюдать эмбарго на поставки оружия в Либерию, введённое резолюцией 788 (1992), и сообщать о нарушениях в комитет, созданный резолюцией 985 (1995).
Резолюция 1059 завершилась поддержкой позиции ЭКОВАС в отношении непризнания любого правительства, пришедшего к власти в Либерии путём применения силы. Будут рассмотрены дальнейшие меры против тех, кто постоянно нарушает резолюции Совета Безопасности.